# Mazam
Mazam är en ort i Mexiko.   Den ligger i kommunen Zinacantán och delstaten Chiapas, i den sydöstra delen av landet, 700 km öster om huvudstaden Mexico City. Mazam ligger 1 257 meter över havet och antalet invånare är 173.
Terrängen runt Mazam är huvudsakligen kuperad, men österut är den bergig. Runt Mazam är det ganska tätbefolkat, med 54 invånare per kvadratkilometer. Närmaste större samhälle är Chiapa de Corzo, 19,7 km väster om Mazam. I omgivningarna runt Mazam växer huvudsakligen savannskog.